# Cuenta de Google
Una cuenta de Google es una cuenta de usuario necesaria para acceder, autenticarse y autorizarse en ciertos servicios en línea de Google. También se utiliza a menudo como inicio de sesión único para servicios de terceros.
Al crear una cuenta de Google se crea automáticamente una cuenta de correo electrónico de Gmail. Una cuenta se puede crear entrando con una dirección de correo electrónico con Gmail, pero hay otras maneras. Las cuentas en países de la UE solían emplear el dominio «googlemail.com» porque Google no era propietario de la marca. Posteriormente, Google resolvió la disputa de dominio y ahora todos los usuarios de sesión con el dominio Gmail o mediante el uso de una ya existente de otro proveedor.[cita requerida]
Después de crear una cuenta de Google, los usuarios pueden agregar otras aplicaciones de Google. La configuración de la cuenta se almacena en un lugar, pero muchas aplicaciones pueden almacenar sus propios ajustes. Las aplicaciones que se pueden acceder con una cuenta de Google incluyen: AdWords, Blogger, Gmail, Google+ (desaparecido), Google Calendar, Google Checkout (desaparecido),Google Code, Google Docs, Google Finance, Google Groups, Google Health, Google Maps, Google Noticias, Google Alerts, Google Sites, Google Chat, iGoogle (desaparecido), Orkut (desaparecido), Picasa (desaparecido), YouTube, etc.

## Uso
Se requiere una cuenta de Google para Gmail, Google Meet y Blogger. Algunos productos de Google no la requieren, como la Búsqueda de Google, YouTube, Google Libros, Google Finance y Google Maps. Sin embargo, sí se necesita una cuenta para subir videos a YouTube y editarlos en Google Maps.
YouTube y Blogger mantienen cuentas separadas para los usuarios registrados en los servicios antes de la adquisición de Google. Sin embargo, a partir de abril de 2011, los usuarios de YouTube deben vincular una cuenta de Google independiente si desean seguir accediendo a ese servicio.
Los usuarios de cuentas de Google pueden crear un perfil de Google de acceso público para configurar su presentación en los productos de Google ante otros usuarios. Un perfil de Google puede vincularse a los perfiles de un usuario en diversas redes sociales y sitios de alojamiento de imágenes, así como a sus blogs.
Los proveedores de servicios externos pueden implementar la autenticación de servicios para los titulares de cuentas de Google a través del mecanismo de la cuenta de Google.

## Seguridad
Al crear una cuenta de Google, se solicita a los usuarios que proporcionen una dirección de correo electrónico de recuperación para poder restablecer su contraseña si la olvidan o si su cuenta es pirateada. En algunos países, como Estados Unidos, Reino Unido, India e Italia, Google también puede requerir el uso único de un número de teléfono móvil para enviar un código de validación de cuenta por SMS o mensaje de voz al crear una cuenta nueva.
Google también ofrece una opción de verificación en dos pasos (para mayor seguridad contra hackeos) que solicita un código de validación cada vez que el usuario inicia sesión en su cuenta de Google. El código lo genera una aplicación (Google Authenticator u otras similares) o se recibe de Google como un mensaje de texto SMS, un mensaje de voz o un correo electrónico a otra cuenta. Los dispositivos de confianza pueden marcarse para omitir esta autenticación de inicio de sesión en dos pasos. Cuando esta función está activada, el software que no puede proporcionar el código de validación (por ejemplo, clientes IMAP y POP3) debe usar una contraseña alfanumérica única de 16 caracteres generada por Google en lugar de la contraseña habitual del usuario.
Los usuarios que buscan un nivel de protección aún mayor, incluyendo usuarios cuyas cuentas podrían ser objetivos atractivos para hackers, como celebridades, políticos, periodistas, activistas políticos y personas adineradas, pueden optar por el Programa de Protección Avanzada de Google. Este programa requiere la compra de dos memorias USB U2F, no para almacenar datos, sino para la verificación de identidad. Las memorias U2F se utilizan para proporcionar la verificación en dos pasos durante el inicio de sesión. Una es para realizar copias de seguridad, en caso de pérdida de la primera. El Programa de Protección Avanzada incluye medidas de seguridad adicionales para proteger la cuenta del usuario, como restricciones sobre las aplicaciones a las que puede conceder acceso y un proceso de verificación de identidad más exhaustivo para recuperar el acceso a la cuenta si se olvida la contraseña.
El 5 de junio de 2012, se introdujo una nueva función de seguridad para proteger a los usuarios de ataques patrocinados por estados. Cuando un análisis de Google indique que un gobierno ha intentado comprometer una cuenta, se mostrará un aviso con el siguiente mensaje: «Advertencia: Creemos que atacantes patrocinados por estados podrían estar intentando comprometer su cuenta o computadora».

## Seguimiento de actividad
La herramienta «Mi Actividad», lanzada en 2016 y que reemplaza el historial de búsqueda y el historial web de Google, permite a los usuarios ver y eliminar los datos que Google rastrea a través de su cuenta. Muestra qué sitios web se visitaron con Chrome con la sesión iniciada, los dispositivos y aplicaciones utilizados, la interacción con los productos de Google, etc. Toda la información se presenta en un formato similar a una línea de tiempo. Los usuarios pueden desactivar por completo el seguimiento o eliminar ciertas actividades que no desean que se rastreen.

## Bloqueo de cuenta
Google puede bloquear una cuenta por diversos motivos, como «actividad inusual» o ingresar una edad «insuficiente» para tener una cuenta de Google. La reactivación es posible mediante formularios web, presentando una prueba de identidad mediante una foto válida,  o un pago con tarjeta de crédito de $0,30 dólares. Otros métodos (como enviar un fax o subir un documento solicitado) pueden requerir interacción humana y tardar días o un par de semanas en completarse.

## Eliminación de cuentas
El 17 de mayo de 2023, Google anunció que, a partir de diciembre de 2023, podría eliminar las cuentas inactivas que no se hayan usado o en las que no se haya iniciado sesión durante al menos dos años. La compañía aclaró a Rolling Stone que las cuentas inactivas con contenido de YouTube no se eliminarán después de que muchas personas temieran que se pudieran perder los archivos de música antiguos de YouTube y los usuarios fallecidos cuyas cuentas eran populares.

## Ver más
- Cuenta de Apple
- Cuenta de Microsoft
- OpenID
- WebAuthn